# Декурион (кавалерия)
Декурион (лат. decurio от deca — десять) — командир кавалерийского подразделения в армии Древнего Рима.

## Республиканский период
В Римской республике конница набиралась из римлян или их союзников и входила в состав легиона в качестве алы. Такая ала состояла из 300 человек, которые делились на десять турм по 30 человек в каждой, a турма — на три десятка (декурии). Декуриями командовали три декуриона, главный из которых командовал всей турмой, а два остальных являлись также его заместителями.

## Имперский период
В период империи количество кавалеристов из числа римских граждан при легионе уменьшилось до 120 человек, которые делились на четыре турмы по 30 солдат. Декурионом назывался командир всей турмы, а его помощники уже не имели такого звания. Большую часть римской кавалерии теперь составляли вспомогательные отряды. В таких отрядах также имелись декурионы, которые не обязательно были римскими гражданами и могли принадлежать к представителям народов, из которых набирались вспомогательные войска.